# Hiệp hội Ngân hàng Việt Nam
Hiệp hội Ngân hàng Việt Nam là tổ chức xã hội nghề nghiệp phi lợi nhuận của những người và doanh nghiệp, tổ chức hoạt động trong lĩnh vực tín dụng - ngân hàng tại Việt Nam. Hiệp hội là thành viên của Liên hiệp Khoa học và Kỹ thuật Việt Nam (VUSTA). Hiệp hội có tên giao dịch tiếng Anh là Vietnam Banks’ Association viết tắt là VNBA .
Hiệp hội Ngân hàng Việt Nam thành lập năm 1994. Điều lệ Hiệp hội sửa đổi hiện hành được Bộ Nội vụ phê duyệt tại Quyết định số 43/2003/QĐ-BNV ngày 1 tháng 8 năm 2003 .
Trụ sở Hiệp hội đặt tại địa chỉ 193 Bà Triệu, quận Hai Bà Trưng, Hà Nội .